# 魯納婁于古母遮熟多吐母苦啊德補啊喜姓
魯納婁于古母遮熟多吐母苦啊德補啊喜，是一個中國姓氏，也被称作中國最長的複姓，有十七個字。它是來自雲南巧家縣彝族的一个彝姓。对应汉族姓氏为安姓。